# Anna Olsson (sciatrice)
Anna Viktoria Olsson nata Dahlberg (Kramfors, 1º maggio 1976) è un'ex fondista svedese, campionessa olimpica nella sprint a squadre a Torino 2006.
È moglie di Johan, a sua volta fondista di alto livello.

## Biografia
Originaria di Gudmundrå di Kramfors, in Coppa del Mondo esordì il 18 gennaio 1997 a Lahti (47ª), ottenne il primo podio il 27 novembre 2001 a Kuopio (3ª) e la prima vittoria il 4 febbraio 2006 a Davos.
In carriera prese parte a tre edizioni dei Giochi olimpici invernali, Salt Lake City 2002 (40ª nella 10 km, 36ª nella 15 km, 39ª nella 30 km, 33ª nello sprint, 10ª nella staffetta), Torino 2006 (10ª nello sprint, 1ª nello sprint a squadre, 4ª nella staffetta) e Vancouver 2010 (24ª nella 10 km, 9ª nella 30 km, 4ª nello sprint, 5ª nella staffetta), e a sei dei Campionati mondiali, vincendo una medaglia.

## Palmarès

### Olimpiadi
- 1 medaglia:
  - 1 oro (sprint a squadre femminile a Torino 2006)

### Mondiali
- 1 medaglia:
  - 1 argento (sprint a squadre a Liberec 2009)

### Coppa del Mondo
- Miglior piazzamento in classifica generale: 11ª nel 2005
- 19 podi (12 individuali, 7 a squadre[2]):
  - 2 vittorie (1 individuale, 1 a squadre)
  - 5 secondi posti (4 individuali, 1 a squadre)
  - 12 terzi posti (7 individuali, 5 a squadre)

#### Coppa del Mondo - vittorie
| Data             | Località    | Nazione  | Spec.                                                     |
| ---------------- | ----------- | -------- | --------------------------------------------------------- |
| 4 febbraio 2006  | Davos       | Svizzera | SP TL                                                     |
| 22 novembre 2009 | Beitostølen | Norvegia | 4 × 5 km (con Sara Lindborg, Anna Haag e Charlotte Kalla) |

Legenda:

TL = tecnica libera

SP = sprint

#### Coppa del Mondo - competizioni intermedie
- 2 podi di tappa:
  - 1 vittoria
  - 1 terzo posto

##### Coppa del Mondo - vittorie di tappa
| Data          | Località  | Nazione | Competizione | Disciplina |
| ------------- | --------- | ------- | ------------ | ---------- |
| 17 marzo 2010 | Stoccolma | Svezia  | Finali       | SP TC      |

Legenda:

TC = tecnica classica

SP = sprint